# Березники (Курская область)
Бере́зники — село в Рыльском районе Курской области. Административный центр Березниковского сельсовета.

## География
Село находится на реке Сейм в 98 км западнее Курска, в 9 км к северо-востоку от районного центра — города Рыльск.
Климат
Березники, как и весь район, расположен в поясе умеренно континентального климата с тёплым летом и относительно тёплой зимой (Dfb в классификации Кёппена).
| Показатель                                                                   | Янв. | Фев. | Март | Апр. | Май  | Июнь | Июль | Авг. | Сен. | Окт. | Нояб. | Дек. | Год  |
| ---------------------------------------------------------------------------- | ---- | ---- | ---- | ---- | ---- | ---- | ---- | ---- | ---- | ---- | ----- | ---- | ---- |
| Средний суточный максимум, °C                                                | −3,6 | −2,6 | 3,5  | 13,4 | 19,6 | 22,9 | 25,3 | 24,7 | 18,4 | 10,8 | 3,8   | −0,8 | 11,3 |
| Средняя температура, °C                                                      | −5,7 | −5,1 | −0,2 | 8,6  | 15   | 18,6 | 21   | 20,1 | 14,2 | 7,5  | 1,6   | −2,7 | 7,7  |
| Средний суточный минимум, °C                                                 | −8,1 | −8,2 | −4,2 | 3,2  | 9,4  | 13,3 | 16   | 15   | 10   | 4,2  | −0,7  | −4,9 | 3,8  |
| Норма осадков, мм                                                            | 50   | 44   | 48   | 49   | 64   | 70   | 81   | 51   | 57   | 55   | 48    | 49   | 666  |
| Источник: Погода по месяцам c ru.climate-data.org(дата обращения: Июнь 2021) |      |      |      |      |      |      |      |      |      |      |       |      |      |

## История
На территории села выявлены культурные остатки раннеславянского (волынцевской или роменской культуры), древнерусского, золотоордынского и позднесредневекового периодов. Село известно с XV века, когда великий князь литовский Казимир пожаловал «Ходку Малому у Рылску Березники».
В 1626 году впервые упоминается Борисоглебская церковь в Березниках. В 1699 (7207 от сотворения мира) и 1876 годах возводились новые церковные здания. Последнее из них сохранилось до наших дней.
В 80-х годах XVII века в Березниках действовало две церкви — Борисоглебская и Ильинская.

## Население
| 2002 | 2010 |
| ---- | ---- |
| 148  | ↘121 |

## Инфраструктура
Личное подсобное хозяйство. Вестерн Юнион. В селе 75 домов.

## Транспорт
Березники находится в 4 км от автодороги регионального значения 38К-017 (Курск — Льгов — Рыльск — граница с Украиной), в 5 км от автодороги 38К-040 (Хомутовка — Рыльск — Глушково — Тёткино — граница с Украиной), на автодороге межмуниципального значения 38Н-697 (38К-040 — Березники), в 7 км от ближайшей ж/д станции Рыльск (линия 358 км — Рыльск).
В 165 км от аэропорта имени В. Г. Шухова (недалеко от Белгорода).

## Достопримечательности
- Борисоглебская церковь[16]